# Lux Radio Theatre
Lux Radio Theatre (czasami też jako Lux Radio Theater) – amerykańska seria antologii radiowych emitowana pierwotnie w NBC Blue Network (1934–1935; własność NBC, późniejszego poprzednika ABC w latach 1943–1945), a następnie w CBS Radio (1935–1954) i NBC Radio (1954–1955). Początkowo, przez pierwsze dwa sezony, program zajmował się adaptacją sztuk wystawianych na nowojorskim Broadwayu, nim zaczął prezentować również wersje filmowe. Występy trwały godzinę i odbywały się w studiu z udziałem publiczności. Audycja Lux Radio Theatre uchodziła za najważniejszą serię antologii radiowych, nadawaną przez 20 lat i kontynuowaną w telewizji jako Lux Video Theatre (1950–1957). Głównym sponsorem programu była marka mydła Lux, należąca do koncernu Unilever.
Na ogólnokrajową popularność audycji, której liczba słuchaczy – według danych – wahała się w przedziale od 30 do 40 milionów, istotny wpływ miała postać drugiego gospodarza programu, cieszącego się uznaniem publiczności Cecila B. De Mille’a, amerykańskiego filmowca. W 1942, za „wybitną rozrywkę w dramacie”, program Lux Radio Theatre został uhonorowany Peabody Award.

## Historia

### Początki (1934–1936)

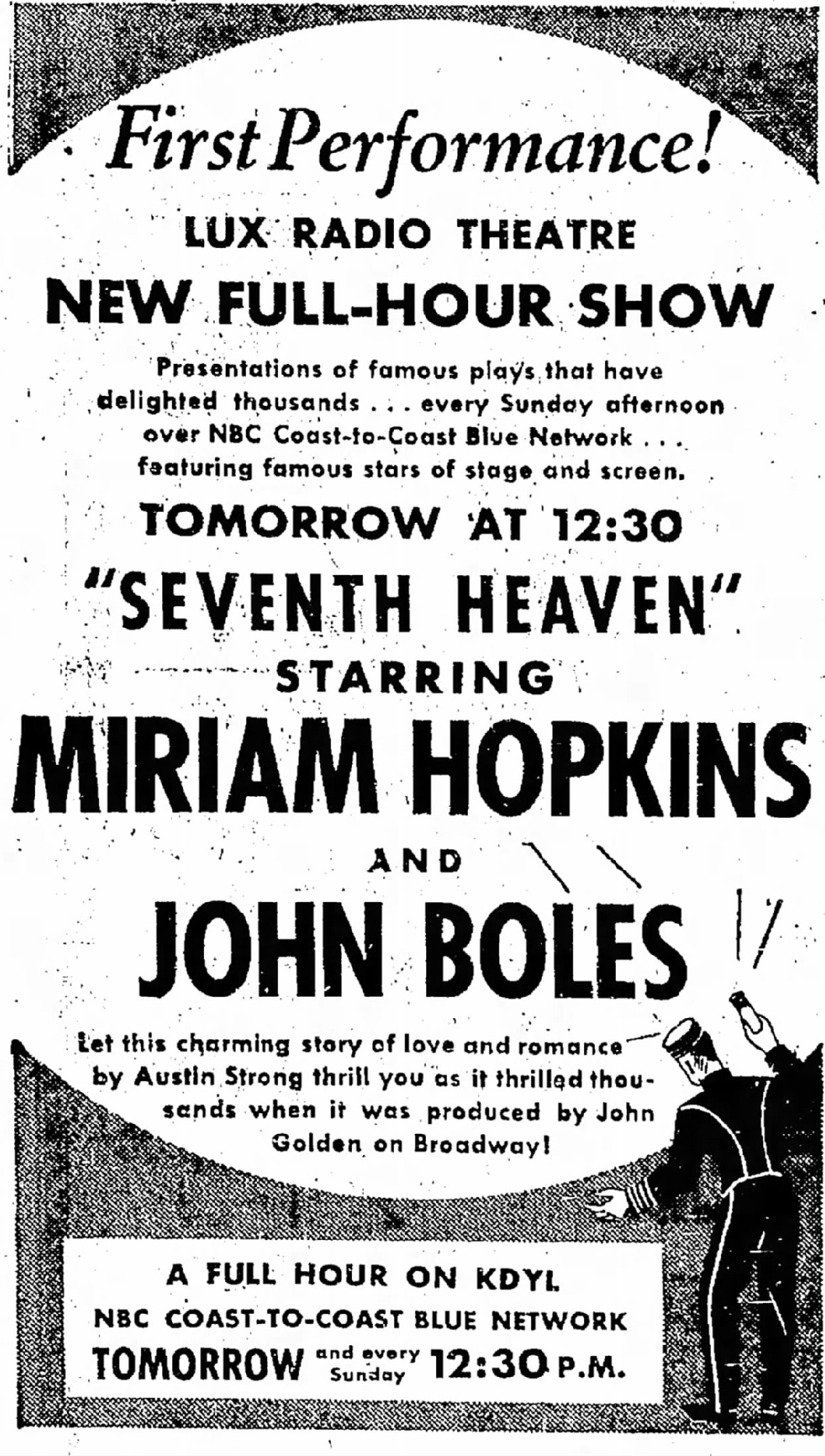
Reklama będąca zapowiedzią pierwszego odcinka Lux Radio Theatre, który wyemitowano 14 października 1934 na antenie NBC z udziałem pary aktorskiej John Boles i Miriam Hopkins

Program radiowy Lux Radio Theatre (często pisany również jako Lux Radio Theater) został utworzony w 1934 przez amerykańską agencję reklamową JWT dla spółki Lever Brothers, jako medium służące do radiowych adaptacji spektakli wystawianych na nowojorskim Broadwayu. W początkowym założeniu miał on być podobny do innego programu, cieszącego się uznaniem słuchaczy The First Nighter Program – również nadawanego w Nowym Jorku. Lux Radio Theatre emitowano w stacji NBC Blue Network w niedzielne popołudnia. Siedziba radia mieściła się na Manhattanie. Gospodarzem pierwszego sezonu był John Anthony, występujący pod fikcyjnym imieniem i nazwiskiem „Douglass Garrick”.
W pierwszym odcinku z 14 października 1934 dokonano adaptacji sztuki Seventh Heaven pióra Austina Stronga, wystawianej na Broadwayu w latach 1922–1924, z udziałem Johna Bolesa i Miriam Hopkins. Główny nacisk kładziono na takie dramaty jak What Every Woman Knows i Mrs. Dane’s Defense. Mimo że debiutancki sezon był znaczącym sukcesem, Lever Brothers liczyło na wyższe oceny słuchaczy.
W 1935 program przeniesiono do CBS Radio i nadawano go o godzinie 21:00, co było korzystniejszą zmianą (od tej pory emitowano go w poniedziałkowe wieczory niemal do końca istnienia w 1955). Gdy oceny audycji zaczęły spadać w drugim roku nadawania – zanotowały spadek o cztery punkty – tłumaczono to „silnym niedoborem materiału na Broadwayu, nadającego się na adaptację”. Danny’emu Dankerowi, odpowiedzialnemu za finanse w JWT, powierzono zadanie podniesienia oceny programu. Danker, mając w pamięci powodzenie programu Hollywood Hotel (współprowadzonego przez Louellę Parsons i coraz powszechniejszą praktykę angażowania czołowych gwiazd filmowych do występowania w różnych audycjach radiowych) zasugerował przeniesienie audycji z Nowego Jorku do Hollywood w Kalifornii. Dzięki usługom przedsiębiorstwa AT&T na zachodnim wybrzeżu, JWT zatwierdziło zmianę i od 1 czerwca 1936 Lux Radio Theatre rozpoczęło prowadzenie transmisji na żywo z Hollywood. Na nową siedzibę wybrano Music Box Theater, mieszczący się na Hollywood Boulevard, a pierwszą audycją był The Legionnaire and the Lady z udziałem Clarka Gable’a i Marlene Dietrich.

### Hollywood, era DeMille’a (1936–1945)

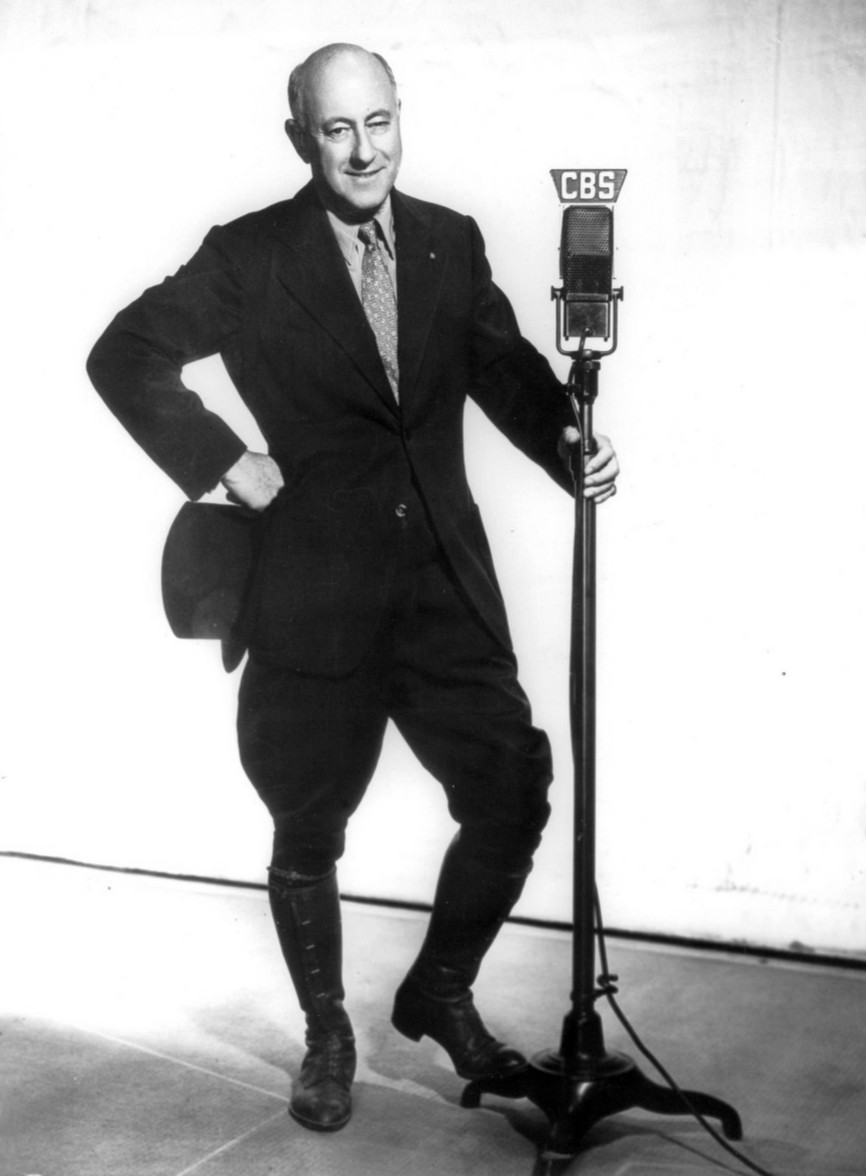
Cecil B. DeMille – najdłużej pełniący rolę gospodarza w audycji Lux Radio Theatre (piastował tę funkcję w latach 1936–1945; na zdj. w 1937 w siedzibie programu)

Decyzją Dankera jako nowego gospodarza audycji zatrudniono Cecila B. DeMille’a. Zdaniem  Michele Hilmes – autorki książki Hollywood and Broadcasting: From Radio to Cable (1990) – podjęcie współpracy z DeMille’em było kluczowym punktem w ustaleniu tonu, który ostatecznie doprowadził audycję do dużego sukcesu. DeMille osobiście wybierał filmy do adaptacji oraz zapraszał do programu aktorów, którzy dokonywali ponownej interpretacji swych ról filmowych. W ocenie Hilmes gospodarz był postrzegany przez słuchaczy jako główna siła twórcza audycji. Sposób prowadzenia programu przez DeMille’a spotykał się z uznaniem ze strony odbiorców i sprawiał, że był on centralnym punktem audycji, wokół której koncentrowały się liczne dyskusje na temat całego cyklu. Adaptacjami scenariusza filmowego i jego redukcją na potrzeby radia zajmował się przez wiele lat George Wells, który następnie został scenarzystą i pracował dla studia Metro-Goldwyn-Mayer. Zastąpił go Sanford Barnett, udzielający się wcześniej jako jeden z reżyserów Lux Radio Theatre. Obecność DeMille’a była wymagana jedynie podczas ostatniej próby ubioru i samego występu na żywo; resztę decyzji podejmowało wyłącznie biuro Dankera i JWT. W sezonie 1936/1937 na antenie programu występował szereg ówczesnych hollywoodzkich gwiazd filmowych, w tym m.in. Errol Flynn, Fredric March, Irene Dunne, Jean Arthur, Olivia de Havilland i Robert Taylor.

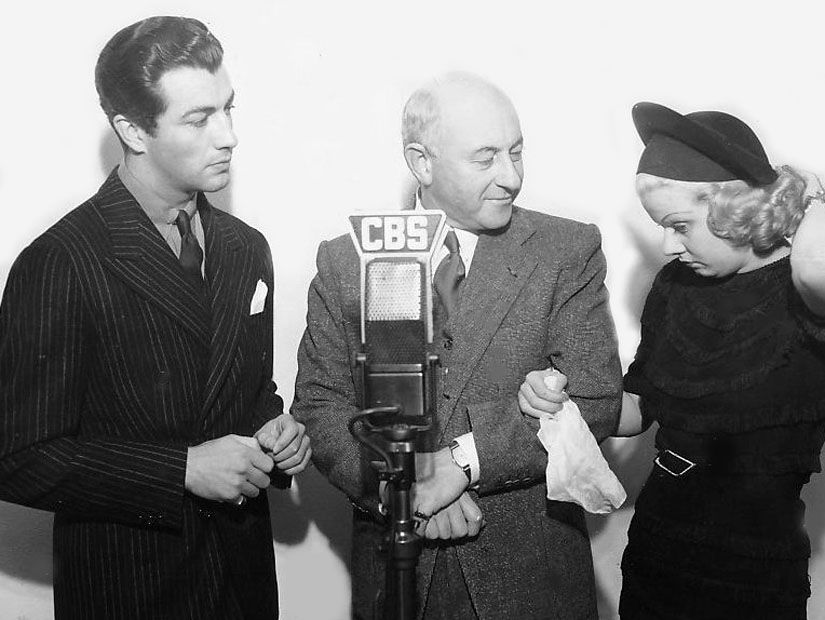
Robert Taylor, DeMille i Jean Harlow podczas radiowej adaptacji Madame Sans-Gêne, 14 grudnia 1936

Podstawową koncepcją Lux Radio Theatre była adaptacja hollywoodzkich filmów na potrzeby radia, choć zdaniem Hilmes opis ten jest nieco mylący. W ocenie autorki często sięgano również po klasyczne lub broadwayowskie sztuki, co do których zakupiono prawa, ale nie zostały one zrealizowane. Odnosi się to głównie do pierwszych sezonów programu; gdy audycja zyskiwała na szerszej rozpoznawalności, studia filmowe chętniej umożliwiały dopasowanie odpowiedniego terminu dla adaptacji radiowej ich najnowszych produkcji. Hilmes zwracała uwagę, że pomimo iż kilka adaptacji było prezentowanych na antenie radia w tym samym czasie, w którym dany film wyświetlano w kinach, to z pięciu programów – emitowanych od października 1938 do listopada 1940 – tylko trzynaście nadawano blisko czasu ich pierwszego wydania, z oryginalną obsadą, odtwarzającą swoje role w radiu. Większość pozostałych produkcji emitowano od jednego do czterech lat po premierze filmu. W miarę trwania programu Lux Radio Theatre zyskiwał lepsze oceny, co powodowało, że kilku aktorów i aktorek stało się regularnymi wykonawcami na antenie (najczęściej występowali Fred MacMurray – 26 razy oraz Loretta Young – 25 razy, poza tym: Claudette Colbert 24 razy, Barbara Stanwyck 23 razy, Cary Grant 22 razy, Don Ameche 21 razy, Brian Aherne, George Brent i Ray Milland po 20 razy) – którzy odtwarzali role w zastępstwie za innych aktorów, będących w owym czasie niedostępnymi lub odmawiających pojawienia się w radiu.
W 1940 audycję przeniesiono do Vinnie Street Playhouse. Miejsce to posiadało bardziej przestronną scenę, dzięki czemu aktorzy mogli zmieścić się na niej, nawet jeśli ich role zakończono na pierwszym akcie.
Zarówno większe, jak i mniejsze studia zezwalały Lux Radio Theatre na wykorzystywanie swoich filmów; wśród nich byli również producenci niezależni: David O. Selznick, Samuel Goldwyn i Zoltan Korda. Niektórzy z nich, głównie Goldwyn, wykorzystywali ogólnokrajową rozpoznawalność audycji do promowania własnych produkcji i traktowali ją jako darmową reklamę. Z takiego rozwiązania często korzystali niezależni producenci, niemający takich możliwości finansowych, w przeciwieństwie do dużych wytwórni, dysponujących znacznie większym budżetem. W 1942, za „wybitną rozrywkę w dramacie”, program Lux Radio Theatre został uhonorowany Peabody Award.

### Konflikt z AFTRA (1945)

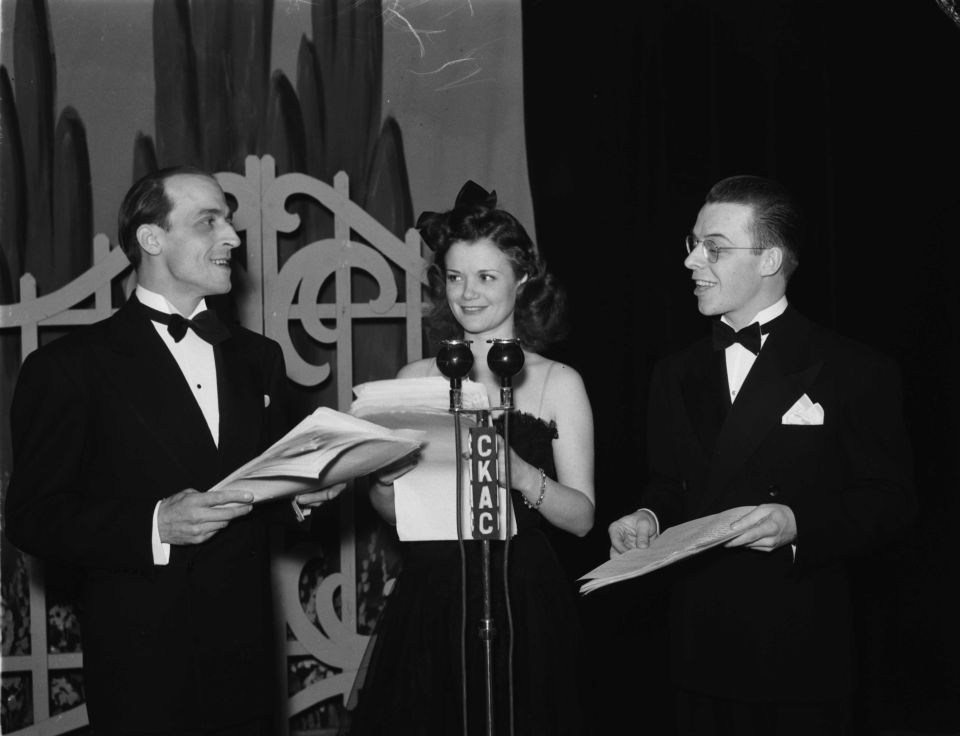
Od lewej: Paul de Vassal, Simone Simon i Albert Cloutier w audycji Lux Radio Theatre, 7 maja 1942

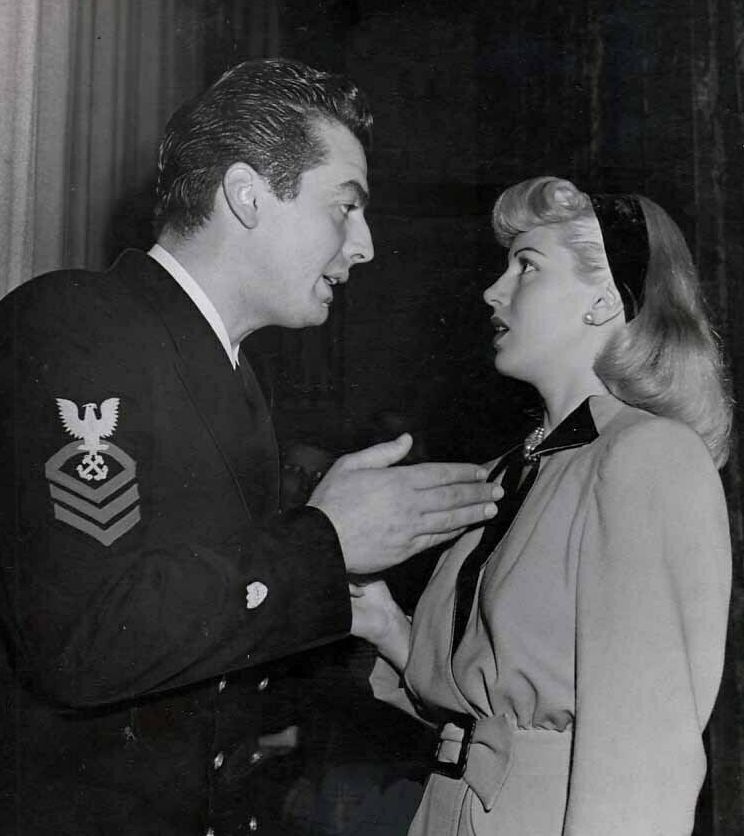
Victor Mature i Lana Turner w trakcie radiowej adaptacji filmu Slightly Dangerous w Lux Radio Theatre (1943)

Dziewięcioletnia kadencja DeMille’a w roli gospodarza Lux Radio Theatre zakończyła się 22 stycznia 1945 w wyniku sporu na tle politycznym z American Federation of Television and Radio Artists (AFTRA). Kwestia konfliktu dotyczyła 12. poprawki do Konstytucji Stanów Zjednoczonych i propozycji głosowania zwanego „prawem do pracy” (pozwoliłoby to na pracę w radiu każdemu, bez konieczności bycia w związku). AFTRA postanowiła zbudować „skrzynię wojenną”, aby z tym walczyć, pobierając w tym celu opłatę w wysokości jednego dolara od każdego członka związku. DeMille odmówił zapłaty. Twierdził, że sympatyzuje z ideałami związkowymi (Frank A. Salamone w książce The Guide to United States Popular Culture; 2001 podawał, że [DeMille] „nienawidził związków i bał się ich rosnącej siły”), ale w rzeczywistości nie ufał sile AFTRA. Był zdania, że to kwestia wolności i nie możne być kompromisu. Spór przeciągnął się do końca 1944. DeMille nie zmienił zdania i 22 stycznia 1945 odszedł z programu. Na tymczasowe zastępstwo do roli gospodarza angażowano m.in. Briana Aherne, Irvinga Pichela, Lionela Barrymore’a, Marka Hellingera i Waltera Hustona.

### Ostatnia dekada (1945–1955)
Jesienią 1945 nowym gospodarzem został William Keighley, który od początku lat 30. XX wieku zajmował się reżyserią filmową oraz był uznanym radiowcem. Piastował również stanowisko szefa Motion Picture Services (MPS) w Army Air Corps (AAC). Funkcję gospodarza Lux Radio Theatre pełnił przez siedem lat, od 1945 do 1952, choć niektóre źródła podawały 1951. Od 1952 do 1955 gospodarzem audycji był aktor, reżyser filmowy oraz producent Irving Cummings. W 1954 CBS zrezygnowało z nadawania Lux Radio Theatre na swojej antenie, i 28 czerwca program powrócił do NBC, gdzie był pierwotnie transmitowany. Emitowano go we wtorkowe wieczory, począwszy od 14 września 1954, aż do ostatniej emisji, która miała miejsce 7 czerwca 1955.
Szacuje się, że od 1934 do 1955 w Lux Radio Theatre wykorzystano 52 tys. stron scenariusza. W programie wystąpiło 496 aktorów, 1467 wykonawców wspierających oraz użyto 22 tys. 667 efektów dźwiękowych. Najwcześniejszą zachowaną audycją w archiwach jest wyemitowany 28 października 1935 odcinek Dulcey z udziałem Gene’a Lockharta i ZaSu Pitts (w owym czasie Lux Radio Theatre nadawał z Nowego Jorku). Wyemitowano 926 odcinków.
Głównym sponsorem programu od początku nadawania do końca była marka mydła Lux, należąca do brytyjskiego koncernu Unilever.

## Artyści występujący w programie

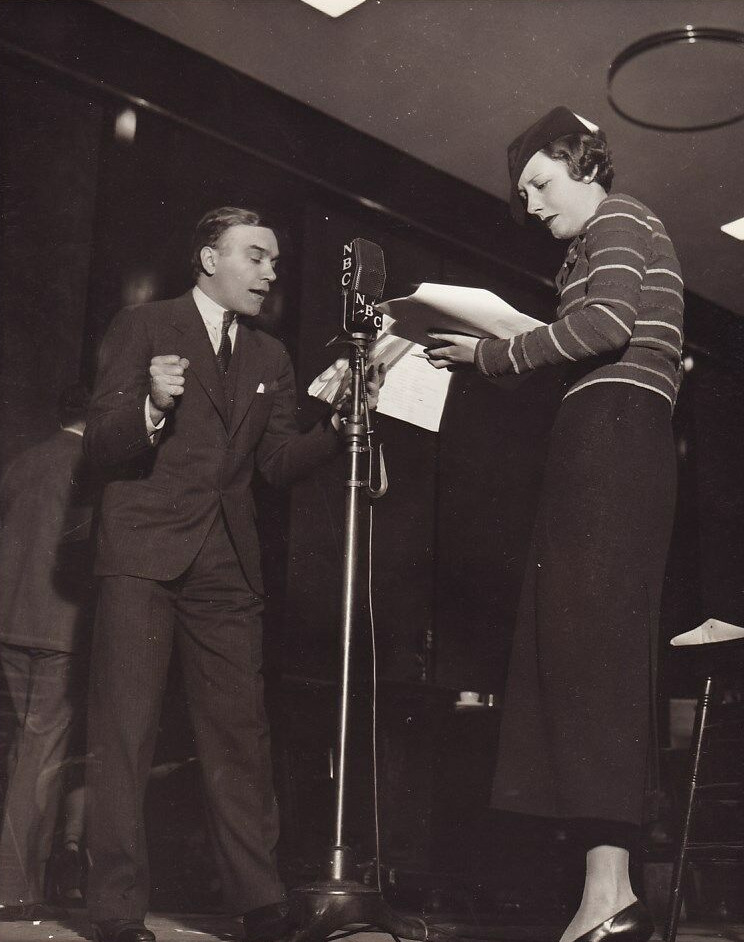
George Burns i Irene Dunne w radiowej adaptacji sztuki Secrets w Lux Radio Theatre, 6 maja 1935

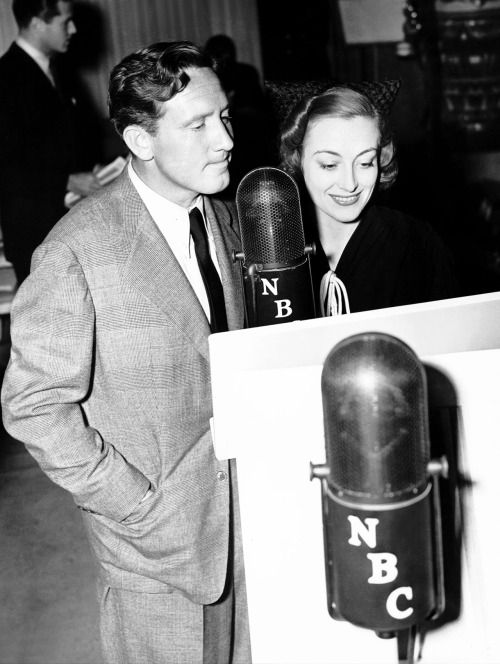
Spencer Tracy i Joan Crawford w radiowej adaptacji sztuki Anny Christie w Lux Radio Theatre, 7 lutego 1938

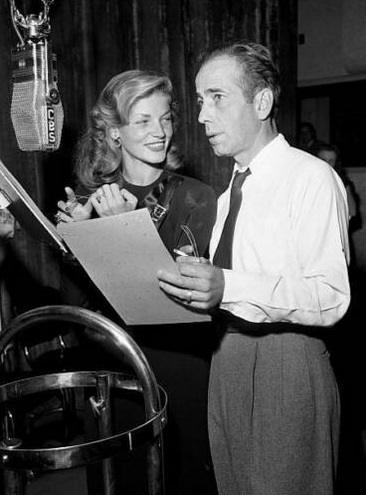
Lauren Bacall i Humphrey Bogart w audycji Lux Radio Theatre (lata 40.)

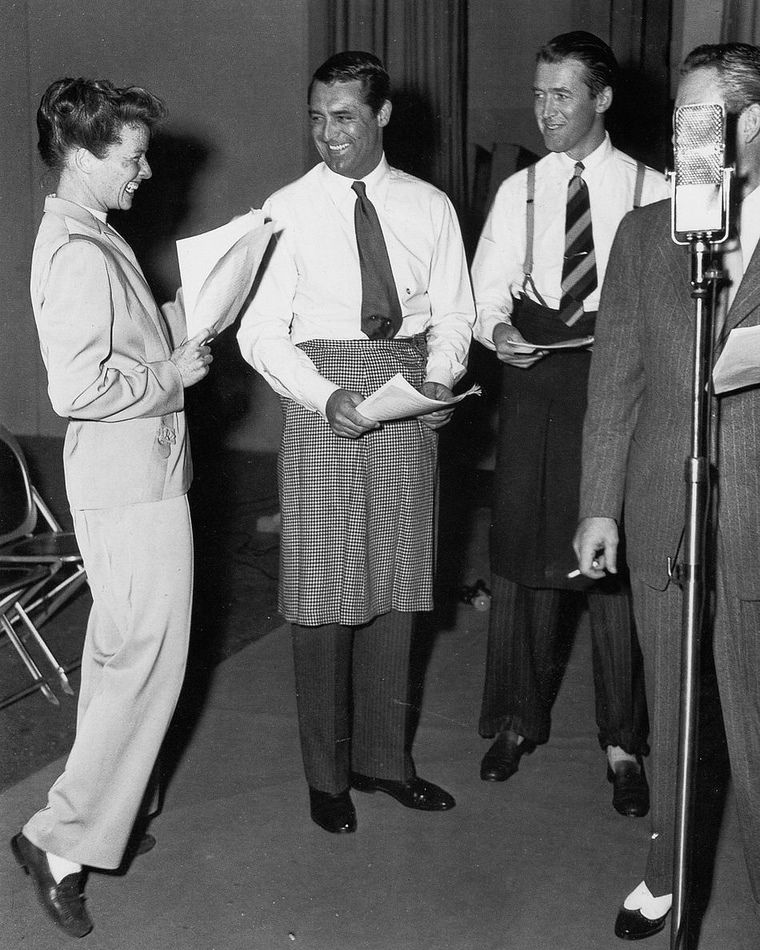
Katharine Hepburn, Cary Grant i James Stewart podczas adaptacji filmu Filadelfijska opowieść, 20 lipca 1942

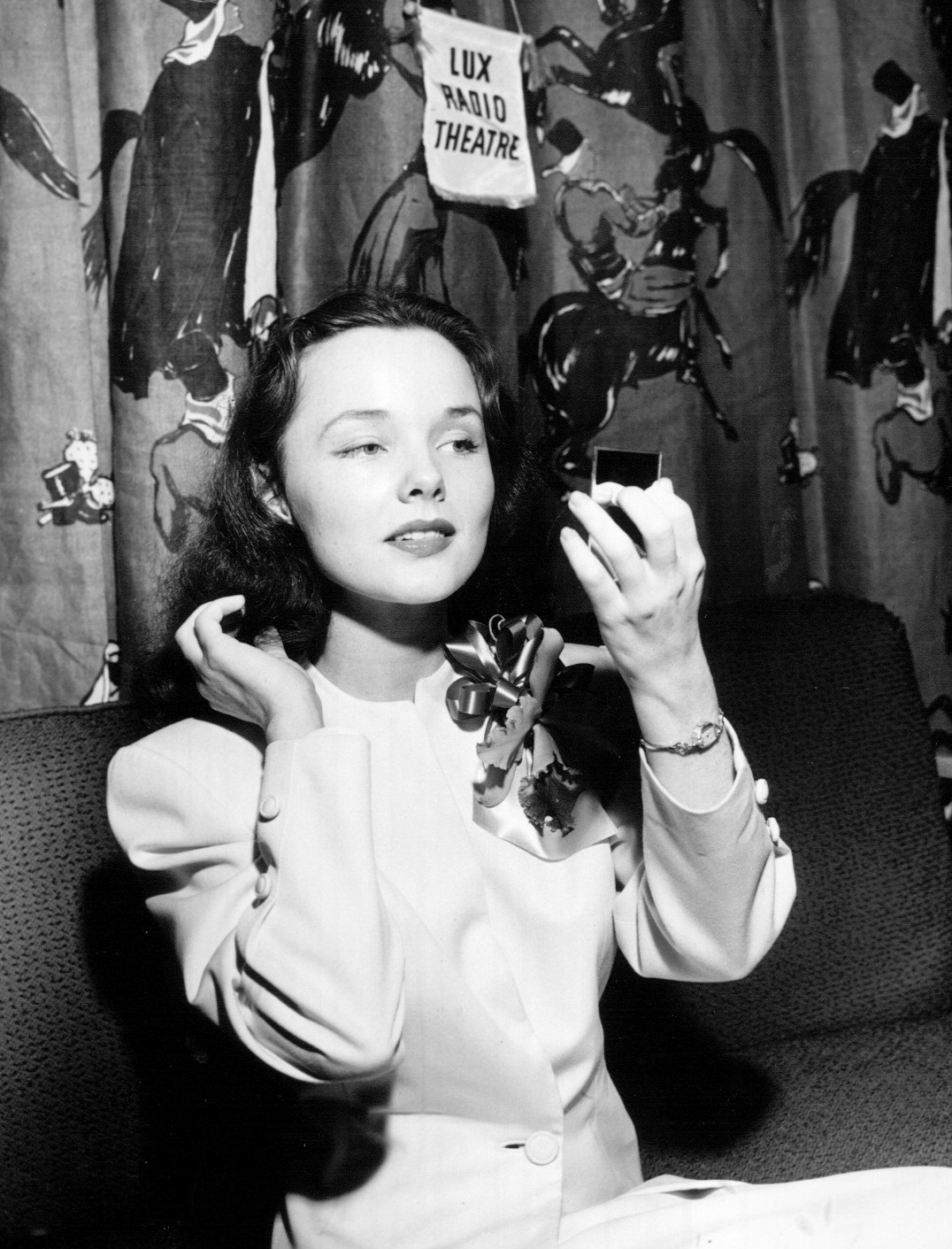
Wanda Hendrix przygotowująca się do występu w Lux Radio Theatre (1949)

Na przestrzeni lat w programie Lux Radio Theatre występowało wiele wiodących gwiazd filmowych i scenicznych. Wśród nich byli m.in.:
- Abbott i Costello
- Alan Ladd
- Ann Blyth
- Ava Gardner
- Barbara Stanwyck
- Barry Fitzgerald
- Bette Davis
- Betty Grable
- Betty Hutton
- Bing Crosby
- Bob Hope
- Burt Lancaster
- Carole Lombard
- Cary Grant
- Charles Laughton
- Clark Gable
- Claude Rains
- David Niven
- Deanna Durbin
- Dick Powell
- Dorothy McGuire
- Edward G. Robinson
- Elizabeth Taylor
- Ethel Barrymore
- Frank Sinatra
- Fredric March
- Gary Cooper
- Gene Kelly
- Ginger Rogers
- Glenn Ford
- Gloria Swanson
- Gregory Peck
- Hedy Lamarr
- Henry Fonda
- Humphrey Bogart
- Ida Lupino
- Ingrid Bergman
- Irene Dunne
- James Cagney
- James Mason
- James Stewart
- Jane Wyman
- Jean Harlow
- Jeanette MacDonald
- Joan Crawford
- Joan Fontaine
- Joel McCrea
- John Wayne
- Judy Garland
- Katharine Hepburn
- Kirk Douglas
- Lana Turner
- Lauren Bacall
- Laurence Olivier
- Lee J. Cobb
- Leslie Howard
- Lillian Gish
- Maureen O’Hara
- Marlene Dietrich
- Merle Oberon
- Mickey Rooney
- Orson Welles
- Paul Muni
- Rita Hayworth
- Robert Mitchum
- Robert Preston
- Robert Taylor
- Rock Hudson
- Ronald Colman
- Ronald Reagan
- Rosalind Russell
- Shirley Temple
- Sylvia Sidney
- Spencer Tracy
- Tallulah Bankhead
- Tyrone Power
- Wallace Beery
- Walter Brennan
- William Holden

## Historia transmisji
Opracowano na podstawie materiału źródłowego:
- NBC Blue Network (14 października 1934–30 czerwca 1935) – audycja nadawana z Nowego Jorku.
- CBS Radio (29 lipca 1935–28 czerwca 1954) – do 25 maja 1936 audycja była nadawana z Nowego Jorku, po czym została przeniesiona do Hollywood, skąd transmitowano ją począwszy od 1 czerwca.
- NBC Radio (14 września 1954–7 czerwca 1955)

## Znaczenie

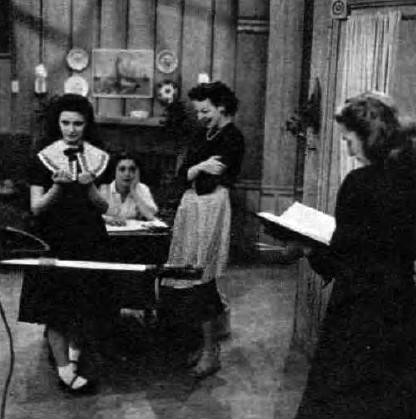
Kadr z filmowego odpowiednika programu Lux Video Theatre (1951), emitowanego w latach 1950–1957 na antenie CBS

Historyk radia i autor książki On the Air: The Encyclopedia of Old-Time Radio (1988) John Dunning oceniał, że Lux Radio Theatre było najważniejszą radiową antologią dramatyczną. Program ten dysponował największym budżetem (aktorzy za jednorazowy, 60-minutowy występ otrzymywali wynagrodzenie w wysokości 5 tys. dolarów) oraz cieszył się uznaniem, a jego wieloletnim gospodarzem był uznany reżyser i producent Cecil B. DeMille. Szacowana liczba słuchaczy audycji wahała się w przedziale od 30 do 40 milionów, co, według Dunninga, czyniło program „potęgą na skalę światową”. W ocenie autora siła oddziaływania Lux Radio Theatre była na tyle duża, że gdy pracownicy audycji dzwonili z zaproszeniem do studia na nagrania, harmonogramy realizacji zdjęć do filmów przerywano, a aktorzy udawali się na próby radiowe. Producenci chętnie przystawali na przerwę, ponieważ wiedzieli, że adaptacja ich filmu na potrzeby Lux Radio Theatre automatycznie zwiększała szanse na zadowalający wynik w box offisie. Niektóre z gwiazd, jak Joan Crawford, początkowo odczuwały lęk przed występowaniem dla wielomilionowej publiczności przed mikrofonem.
Antologia Lux Radio Theatre regularnie zajmowała miejsce w czołowej dziesiątce najlepszych audycji radiowych w Stanach Zjednoczonych.
Powstała również australijska wersja Lux Radio Theatre, emitowana w Major Broadcasting Network w latach 40. i 50. w niedzielne wieczory (godz. 20:00). 3 września 1939, gdy audycja nadawała spektakl Leah Kleschna, program przerwał głos ówczesnego premiera Roberta Menziesa, który poinformował radiosłuchaczy, że Australia jest w stanie wojny z Niemcami.
Telewizyjnym odpowiednikiem Lux Radio Theatre była antologia Lux Video Theatre, emitowana w latach 1950–1957 na antenie CBS. Łącznie wyprodukowano 336 odcinków w siedmiu sezonach, które trwały po 30 minut.